# Anna de Jülich-Clèveris-Berg
|  | Per a altres significats, vegeu «Anna de Clèveris». |

Anna de Jülich-Clèveris-Berg (en alemany Anna von Kleve-Jülich-Berg) va néixer a Clèveris (Alemanya) l'1 de març de 1552 i va morir a Höchstädt an der Donau el 6 d'octubre de 1632. Era una noble alemanya, filla del Duc Guillem IV de Julich-Clèveris-Berg (1516-1592) i de l'Arxiduquessa d'Àustria Maria d'Habsburg-Jagellon (1531-1581).

## Matrimoni i fills
El 27 de setembre de 1574 es va casar amb Felip Lluís del Palatinat-Neuburg (1552-1632), fill del comte Palatí Wolfgang de Zweibrücken (1526-1569) i d'Anna de Hessen (1529-1591). El matrimoni va tenir els següents fills: 
- Anna Maria (1575-1643), casat amb Frederic Guillem I de Saxònia-Weimar (1562-1602).
- Dorotea Sabina (1576-1598).
- Wolfgang Guillem (1578-1653), casat primer amb Magdalena de Baviera (1587-1628), després amb Caterina Carlota del Palatinat-Zweibrücken (1615-1651), i finalment amb la comtessa María Francesca de Fürstenberg-Heiligenberg (1633-1702).
- Otó Enric (1580-1581).
- August (1582-1632), casat amb la prncesa Hedwig de Schleswig-Holstein-Gottorp (1603-1657).
- Amàlia Hedwig (1584-1607).
- Joan Frederic del Palatinat-Sulzbach-Hilpoltstein (1587-1644), casat amb la princesa Sofia Agnès de Hessen-Darmstadt (1604-1664).
- Sofia Bàrbara (1590-1591).